# Herilla velox
Herilla velox är en tvåvingeart som beskrevs av Jean-Baptiste Robineau-Desvoidy 1863. Herilla velox ingår i släktet Herilla och familjen parasitflugor.
Artens utbredningsområde är Frankrike. Inga underarter finns listade i Catalogue of Life.